# Судово-психологічна експертиза
Судо́во-психологі́чна експерти́за — один з видів судової експертизи, встановлює ті особливості психічної діяльності та такі їх прояви в поведінці особи, які мають юридичне значення та викликають певні правові наслідки.
Психологічна експертиза — це одна з форм застосування спеціальних психологічних знань у цивільному судочинстві що надає допомогу суду у вирішенні питань психологічного змісту. Маючи на меті не просто констатацію фактів, які були виявлені в ході проведеного дослідження, а проводячи їх аналіз та даючи власну оцінку виявленим обставинам, експерт виконує функцію джерела наукової інформації фактів, що необхідні суду при оцінці багатогранних індивідуальних особливостей психічної діяльності сторін, свідків.
Психологічна експертиза призначається на стадії попереднього та судового слідства у карних та цивільних справах.
Судово-психологічну експертизу здійснюють державні спеціалізовані установи. Оскільки судово-психологічна експертиза не входить до переліку експертиз, які здійснюються виключно державними спеціалізованими установами, то до її проведення можуть залучатися психологи, які не працівниками спеціалізованих установ.
Об'єктом експертизи є психічно здорові особи (підозрювані, обвинувачені, свідки, потерпілі, позивачі, відповідачі: малолітні; неповнолітні; дорослого та похилого віку).
Психологічна експертиза також може бути часткою комплексного експертного дослідження, якщо в слідства чи суду виникають питання, вирішення яких потребує синтезування спеціальних знань з різних галузей науки (психолого-психіатрична експертиза, психолого-медико-ппсихіатрична, медико-психологічна та психолого-автотехнічна експертиза).
Головним завданням психологічної експертизи є визначення у підекспертної особи:
- індивідуально-психологічних особливостей, рис характеру, провідних якостей особистості; мотивотвірних чинників психічного життя і поведінки;
- емоційних реакцій та станів;
- закономірностей перебігу психічних процесів, рівня їхнього розвитку та індивідуальних її властивостей.

При проведені судових психологічних експертиз використовуються загальновідомі в науковій практиці психологічні методики та їх авторські модифікації, що пройшли апробацію та відбираються з урахуванням специфіки судових експертних досліджень і конкретних питань, поставлених перед психологічною експертизою.
Юридичний критерій не допускає встановлення через судово-психологічне дослідження правових питань «винний-невинний», а також усі інші відповіді, що з такими питаннями пов'язані: мета скоєного проступку, ступінь вини, оцінка скоєного, міра покарання тощо. Взагалі слід розуміти, що експерт-психолог не приймає рішень, які належать до компетенції судів, а лише надає додаткову інформацію для прийняття відповідних рішень.

## Можливі питання компетенції
Питання про компетенцію судово-психологічної експертизи до сьогодні не вирішене. На думку М. І. Єникєєва, до компетенції судово-психологічної експертизи належать питання:
- встановлення ступеня розуміння підекспертною особою змісту укладених нею угод;
- здатність приймати осмислені, транзитивні (з урахуванням усіх необхідних умов) рішення;
- виявлення у дієздатного суб'єкта непатологічних психологічних аномалій, що перешкоджають адекватному відображенню дійсності;
- встановлення психологічної сумісності дітей з кожним із батьків, усиновителів, опікунів та можливості цих осіб у забезпеченні належного виховання дітей, а також психологічної сумісності подружжя між собою, що дасть можливість зняти епізодичні конфлікти;
- встановлення здатності свідка правильно сприймати обставини, що мають значення для справи, і давати по них правильні адекватні покази.

М. М. Коченов до цього переліку додає можливість експерта-психолога встановити основні мотиви (в психологічному значенні цього поняття) поведінки людини і мотивацію конкретних проступків як важливих психологічних обставин, що характеризують особу, провести діагностику індивідуально-психологічних особливостей (наприклад підвищена навіюваність, імпульсивність, подразливість, ригідність і т. д.), що здатні суттєво вплинути на поведінку суб'єкта, а також встановити можливості виникнення у людини в конкретних умовах психічного стану (розгубленості, втрата орієнтації тощо) й експертно оцінити їх вплив на якість виконання професійних функцій.
В. Т. Нор та М. В. Костицький до компетенції судово-психологічної експертизи відносять також питання про вплив перенесених чи наявних психічних і соматичних захворювань і хворобливих станів на індивідуально-психологічні особливості, їх прояви в скоєному чи показах, даних з цього приводу, а також питання про авторство письмового тексту.
Це не вичерпний перелік питань, які можна віднести до компетенції судово-психологічної експертизи. Слід розуміти, що розширення кола питань пов'язано як із розвитком науки юридичної психології, так і зростанням науково-технічних можливостей у цій сфері.